# Satellitbild

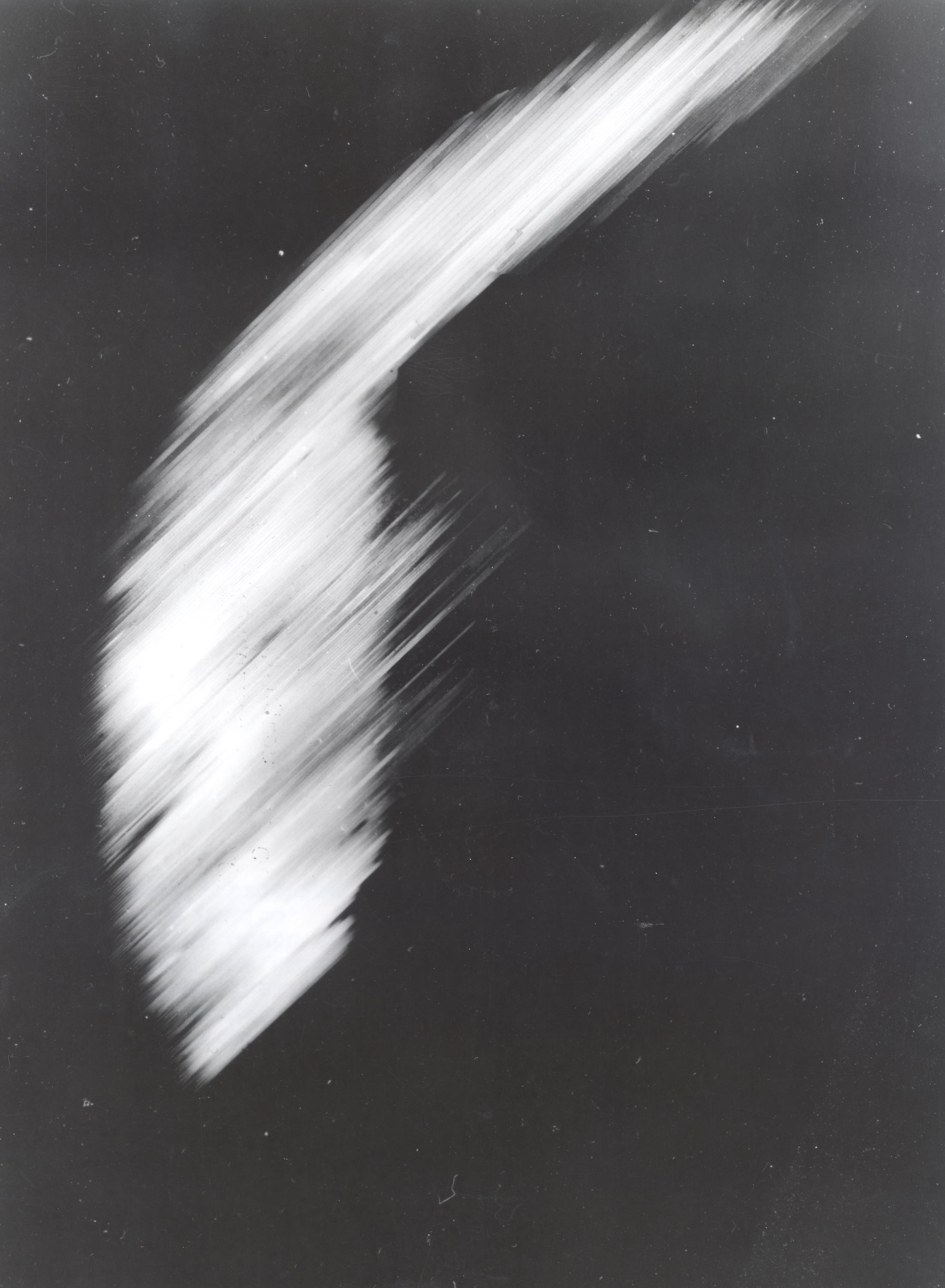
Det första satellitbilden togs av Explorer 6 och visar en solbelyst yta av Stilla havet under ett molntäcke. Fotot togs den 14 augusti 1959, då den korsade Mexiko ungefär 27 000 km ovanför jordytan.

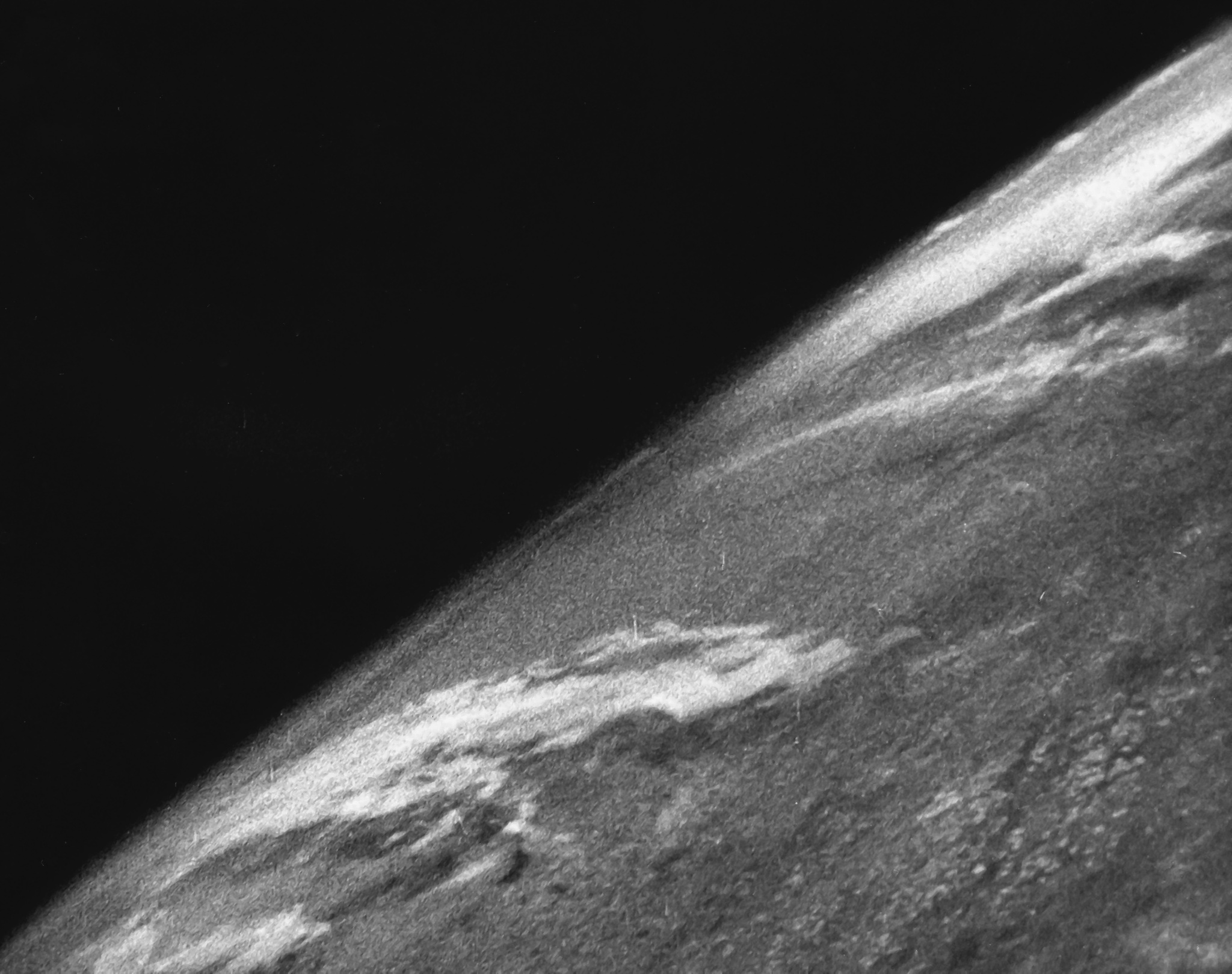
Den första bilden från rymden togs av en V2-raket som sköts upp av USA den 24 oktober 1946.

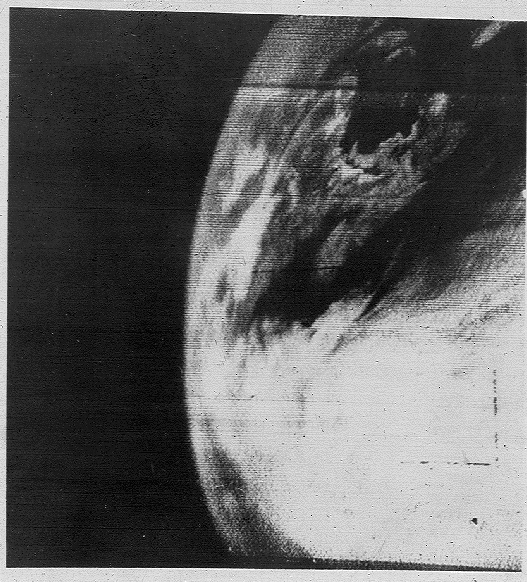
Den första TV-bilden av jorden från rymden överfördes av vädersatelliten TIROS-1 1960.

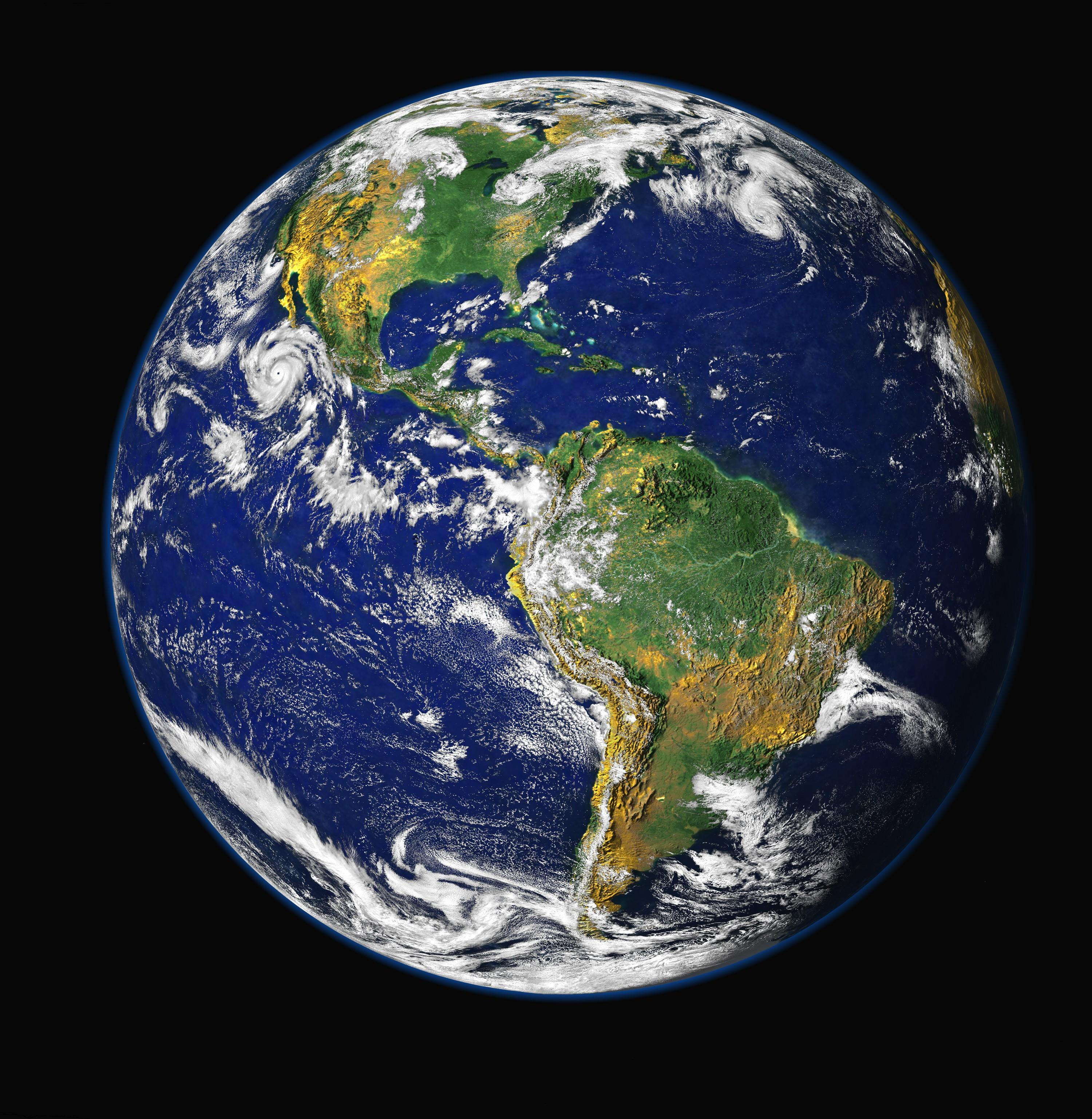
Satellitbilder kan sättas samman för att framställa en detaljerad bild av jordklotets utseende

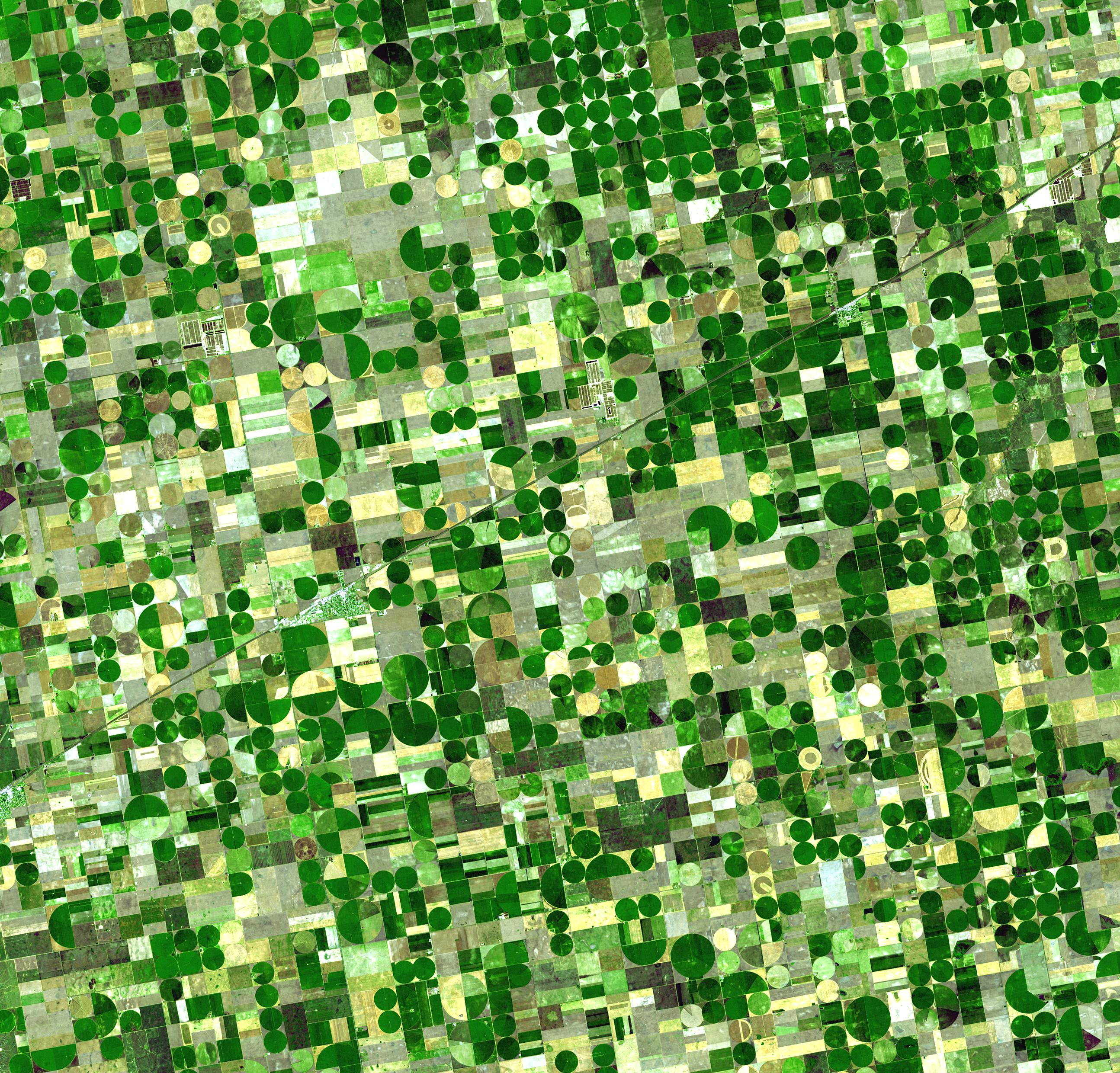
...eller för att kartlägga en mindre jordyta, som denna bild över landskapet i Haskell County i Kansas, USA.

En satellitbild är ett fotografi av jorden eller annan himlakropp som är taget med hjälp av en tillverkad satellit. Den första satellitbilden togs den 14 augusti 1959 av den amerikanska satelliten Explorer 6. Satellitbilder har många tillämpningar, exempelvis inom jordbruk, geologi, skogsbruk, bevarande av biologisk mångfald, utbildning, meteorologi och militärväsen.

## Historia
De första bilderna från rymden togs på suborbitala flygningar. Den USA-lanserade V-2 flygningen den 24 oktober 1946, tog en bild var 1,5 sekund. Dessa bilder togs från en höjd av 105 kilometer, vilket var 5 gånger högre än det tidigare rekordet på 22 km, tagna 1935 av ballongen Explorer II. Den första bilden från en satellit, i omloppsbana runt jorden, gjordes den 14 augusti 1959 av den amerikanska satelliten Explorer 6. De första satellitbilderna av månen kan ha gjorts den 6 oktober 1959 av den sovjetiska satelliten Luna 3, på ett uppdrag att fotografera månens baksida. Det ursprungliga fotografiet The Blue Marble togs 1972 av Apollo 17 och namnet har senare återanvänts av NASA för ihopfogade satellitbilder av jorden. Under 1972 startade USA också Landsatprogrammet som är det största programmet för inhämtande av bilder av jorden från rymden. Den senaste Landsat-satelliten (Landsat 7) lanserades 1999.
Alla satellitbilder som produceras av NASA publiceras av Earth Observatory och är fritt tillgängliga för allmänheten. Flera andra länder har satellitprogram och en europasamarbete har lanserat programmen ERS och Envisat. Det finns också privata företag som tillhandahåller kommersiella satellitbilder. I början av detta sekel blev satellitbilder allmänt tillgängliga genom lättanvänd programvara, med tillgång till databaser med satellitbilder.

## Användning
Satellitbilder har många tillämpningar inom meteorologi, jordbruk, geologi, skogsbruk, bevarande av biologisk mångfald, regionplanering, utbildning, underrättelseverksamhet och krigföring. Bilder kan vara i synliga färger eller i andra spektrum. Det finns också höjdkartor, vanligen gjorda med radaravbildningar. Tolkning och analys av satellitbilder sker med hjälp av programpaket som ERDAS Imagine eller ENVI.
Några av de första bildförbättringar av satellitbilder, gjordes av den amerikanska regeringens underleverantörer. Till exempel har ESL Incorporated utvecklat några av de tidigaste tvådimensionella Fouriertransformerna som tillämpades i digital bildbehandling, för att bearbeta bilder för NASA och för underrättelseverksamhet. Satellitbilder används också i seismologi och oceanografi för att kunna utläsa förändringar i markbildning, vattendjup och havsbotten, baserade på signalfärger framkallade av jordbävningar, vulkanutbrott eller tsunamier.
Eftersom den totala markarealen på jorden är så stor och bildupplösningen är relativt hög är satellit-databaser enorma och bildbehandlingen (skapa användbara bilder från rådata) är tidskrävande. Beroende på sensor kan väderförhållanden påverka bildkvaliteten. Det är till exempel svårt att få bra bilder på områden som vanligen är molntäckta, som en del bergstoppar.
Kommersiella satellitföretag får inte offentliggöra eller sälja sina bilder, istället måste man ha tillstånd att använda deras bilder. Därför är möjligheten att handla med satellitbilder minimerad.
Integritetsfrågan har tagits upp av dem som inte vill ha sin egendom visad uppifrån. Google Maps har ett svar i sin FAQ som lyder ungefär: "Vi respekterar din integritet... de bilder som Google Maps visar skiljer sig inte från vad som kan ses av alla som flyger över eller kör förbi ett visst geografiskt område. "

## Upplösning och data
Det finns fyra typer av upplösningsmetodik när man diskuterar satellitbilder i fjärranalys: spatial, spektral, temporal (tidsmässig) och radiometrisk. Campbell (2002) definierar dessa enligt följande:
- Den spatiala rumsliga upplösningen definieras som pixelstorlek på en bild som representerar storleken på ytan (dvs kvadratmeter m2) mätes på marken, som bestäms av sensorns momentana synfält (IFOV).
- Den spektrala upplösningen definieras av våglängdsintervallets storlek (diskreta segment av det elektromagnetiska spektrumet) och intervallnummer som sensorn mäter.
- Temporal (tidsmässig) upplösning definieras av den tid (dagar) som passerar mellan periodernas bildinsamling.
- Radiometrisk upplösning definieras som möjligheten av ett avbildande system för att registrera flera nivåer av ljusstyrka (kontrast till exempel).

Den radiometriska upplösningen beskriver det effektiva bitdjupet hos sensorn (antal gråskalenivåer) och uttrycks vanligtvis som 8-bitars (0–255), 11-bitars (0–2 047), 12-bitars (0–4 095) eller 16-bitars (0–65 535).
Den geometriska upplösningen refererar till satellitsensorns förmåga att effektivt avbilda en del av jordens yta i en enda pixel och är vanligtvis uttryckt i termer av GSD (Ground sample distance). GSD är en term som innehåller de övergripande optiska och systemiska bruskällorna och är användbart för att jämföra hur väl en sensor kan "se" ett föremål på marken i en enda pixel. Till exempel är Landsats GSD cirka 30 meter, vilket innebär att den minsta enheten som mappar till en enda pixel i en bild är ~ 30 × 30 meter.
Den senaste kommersiella satelliten (GeoEye 1) har en GSD på 0,41 meter (effektivt 0,5 meter på grund av USA:s restriktioner för civilt bruk). GSD för underrättelse och militära ändamål, som National Reconnaissance Office-program, har dock en bättre upplösning, med potential för visning i realtid.
Upplösningen av satellitbilder varierar beroende på vilken optik som används och satellitens höjdbana. Till exempel erbjuder Landsat-arkivets seriebilder på 30 meters upplösning för planeten, men det mesta har inte bearbetats från rådatan. Landsat 7 har en genomsnittlig cykelperiod på 16 dagar. För många mindre områden, kan bilder med upplösning så hög som 41 cm finnas tillgängliga.
Satellitbilder kan ibland kompletteras med flygfotografering, som har högre upplösning, men är dyrare per kvadratmeter. Satellitbilder kan kombineras med vektor- eller rasterdata i GIS, förutsatt att bildspråket rättats till rumsligt så att det kan anpassas till andra datamängder.

### GeoEye
Satelliten GeoEye-1 sköts upp den 6 september 2008. GeoEye-1 har den högsta upplösningen av alla kommersiella bildsystem och har förmåga att samla bilder med en markupplösning på 0,41 meter i pankromatisk film (svartvit). Den samlar multispektrala eller färgbilder på 1,65 meters upplösning, en faktor två bättre än befintliga kommersiella satelliter, med fyrbands flerstegsavbildning. Medan satelliten kan samla bilder på 0,41 meter, kräver GeoEye operativ licens, från den amerikanska regeringen, att materialet anpassas till en upplösning av 0,5 meter för alla kunder som inte uttryckligen beviljas dispens av USA:s regering.

### DigitalGlobe
Innan uppskjutningen av GeoEye-1, stod DigitalGlobes satellit WorldView-1 för världens högsta upplösning för kommersiella satellitbilder (endast svartvitt). Upplösningen på 0,5 meter i pankromatisk film gör att det går att urskilja separata objekt med minst 50 centimeters mellanrum. DigitalGlobes satellit QuickBird ger en upplösning på 0,6 meter (vid NADIR) med multispektrala bilder.

### Spot Image
De tre SPOT-satelliterna (Satellite Pour l’Observation de la Terre) i omloppsbana (Spot 2, 4 och 5) ger bilder med ett stort urval av upplösningar – från 2,5 m till 1 km. Spot Image distribuerar även flera olika upplösningsdata från andra optiska satelliter, i synnerhet från Formosat-2 (Taiwan) och Kompsat-2 (Korean Multi-Purpose Satellite, Sydkorea) och från radarsatelliterna (TerraSAR-X, ERS, Envisat, RADARSAT). Spot Image kommer också att vara exklusiv distributör av data från den kommande mycket höga upplösning från de planerade Pléiades-satelliterna med en upplösning på 0,50 meter. Pléiades 1 är planerad till slutet av 2011 och ska följas av Pléiades 2 i mitten av 2012. Företaget erbjuder även infrastrukturer för mottagande och bearbetning.

### RapidEye
RapidEye är en grupp av fem satelliter som sköts upp i augusti 2008, och som innehåller identiska multispektrala sensorer som är identiskt kalibrerade. Därför kommer en bild från en satellit att motsvara en bild från någon av de andra fyra, vilket möjliggör en stor mängd bilder som kan samlas in (4 miljoner kvadratkilometer per dag), och dagliga återbesök till ett specifikt område. Varje varv på samma orbitalplan på 630 km, och levererar bilder i 5 meters pixelstorlek. RapidEye satellitbilder är speciellt lämplig för jordbruks-, miljö, kartografiska och applikationer vid katastrofhantering. Förutom själva bilderna erbjuder företaget också tjänster och lösningar baserade på analys av denna rådata.

### EROS
Earth Resource Observation Satellites, mer känd som Eros, är en serie israeliska jordresurssatelliter. Det är lätta högupplösta satelliter, med låga kretsbanor, avsedda för snabb manövrering mellan olika avbildningsmål. På den kommersiella marknaden för högupplösta satellitbilder är Eros den minsta med hög upplösning och prestanda. Satelliterna är utplacerade i en cirkulär solsynkron polär bana på en höjd av 510 km (+/- 40 km). Eros satelliter levererar inte bara data till underrättelsetjänsten och inrikes säkerhet utan har också anställda som bearbetar data till en lång rad av civila tillämpningar som: kartläggning, gränskontroll, infrastrukturplanering, jordbruks-övervakning, miljöövervakning, katastrofer, utbildning och simuleringar.
Eros A – högupplösnings-satellit med 1,9–1,2 M pankromatisk upplösning som sköts upp den 5 december 2000.
Eros B – den andra generationen av högupplösnings-satelliter med 70 cm pankromatisk upplösning, som sköts upp den 25 april 2006.

## Realtidsbilder
Det australiska företaget Astrovision (ASX: HZG) tillkännagav 2005 att de har planer på att lansera den första kommersiella geostationära satelliten i Asien-Stillahavsområdet. Den var avsedd att ge satellit-flöden i realtid, i true color, ned till 250 meters upplösning över hela Asien-Stillahavsområdet, från Indien till Hawaii och Japan till Australien. Planen var att sälja innehållet till innehavare av 3G-mobiltelefoner, betal-TV som en väderkanal samt till privata och offentliga användare.
AstroVisions koncept skrinlades dock 2006, efter att de hade svårt att finansiera tjänsten som inte skulle levereras förrän 3–4 år senare (den tid som krävs för att bygga och starta ett satellitprogam).